# Benoitia
Benoitia is een geslacht van spinnen uit de  familie van de Agelenidae (trechterspinnen).

## Soorten
- Benoitia agraulosa (Wang & Wang, 1991)
- Benoitia bornemiszai (Caporiacco, 1947)
- Benoitia deserticola (Simon, 1910)
- Benoitia lepida (O. P.-Cambridge, 1876)
- Benoitia ocellata (Pocock, 1900)
- Benoitia raymondeae (Lessert, 1915)
- Benoitia rhodesiae (Pocock, 1901)
- Benoitia timida (Audouin, 1826)
- Benoitia upembana (Roewer, 1955)